# Молли Макгвайерс (фильм)
«Молли Макгвайерс» (англ. The Molly Maguires) — кинофильм. Экранизация рассказа Артура Левиса.

## Сюжет
«Молли Макгвайерс» — это тайная организация, состоящая из шахтёров-ирландцев. Она появилась в XIX веке на угольных шахтах Пенсильвании с целью борьбы с произволом владельцев шахт.
Возглавляемые Джеком Кехо (Шон Коннери), они сообща взрывают динамитом оборудование и постройки на шахте. В лице персонажа Джеймса МакПарлана (Ричард Харрис) показан реальный детектив агентства Пинкертона, Джеймс МакПарлан, внедрившийся шпионом к Молли.
Кехо и МакПарлан, оба рабочие-иммигранты из Ирландии, имеют схожую цель — подняться в новом для себя обществе. МакПарлан хладнокровно предает всю группу, с лидером которой он подружился, а Кехо судят и приговаривают к казни. МакПарлан также испытывает чувства к Мэри Рейнс, но она отвергает его за предательство.
Ожидающий казни Кехо говорит своему прежнему товарищу: «Ни одно наказание по эту сторону ада не освободит тебя от того, что ты сделал», на что детектив МакПарлан отвечает: «Увидимся в аду».

## В ролях
- Шон Коннери — Джек Кехо
- Ричард Харрис — Джеймс МакПарлан
- Саманта Эггар — Мэри Рейнс
- Фрэнк Финлей — Капитан Дэвис

От начала фильма до первой реплики проходит 14 минут 51 секунда, на фоне трёх музыкальных композиций Манчини.
Фильм снимался в 1969 году в городе Экли, Пенсильвания. Город практически не изменился со времени своего основания в 1870-х, и основными действиями для подготовки съемок оказались демонтаж телевизионных антенн и прокладка электричества подземными кабелями.

## Номинации
- фильм номинирован на «Оскар» — лучшая работа художника-постановщика Tambi Larsen, Darrell Silvera.